# Playoffs BAA 1949
Navigation
Playoffs 1948 Playoffs 1950
Les playoffs BAA 1949 sont les playoffs de la saison BAA 1948-1949. Ils se terminent sur la victoire des Lakers de Minneapolis, face aux Washington Capitols, 4 matches à 2 lors des finales BAA.

## Fonctionnement
Dans chaque division, les quatre meilleures équipes sont qualifiées pour les playoffs au terme de la saison régulière. Les équipes qualifiées à l'Est sont :
1. les Washington Capitols
2. les Knicks de New York
3. les Bullets de Baltimore
4. les Warriors de Philadelphie

Les équipes qualifiées à l'Ouest sont :
1. les Royals de Rochester
2. les Lakers de Minneapolis
3. les Stags de Chicago
4. les St. Louis Bombers

Le premier de la division affronte dans une série au meilleur des trois matches le quatrième, tandis que le deuxième joue contre le troisième, toujours au meilleur des trois matches. À l'intérieur de chaque division, les deux gagnants de ces séries s'affrontent au meilleur des trois matches afin de désigner l'équipe qui disputera les finales BAA. Ces finales sont jouées au meilleur des sept matches.

## Classements en saison régulière
| Champion de division | Qualifié pour les playoffs | Éliminé des playoffs |

| Division Est               | V  | D  | PCT    | GB |
| -------------------------- | -- | -- | ------ | -- |
| Capitols de Washington     | 38 | 22 | 60,9 % | -  |
| Knicks de New York         | 32 | 28 | 57,8 % | 6  |
| Bullets de Baltimore       | 29 | 31 | 45,3 % | 9  |
| Warriors de Philadelphie   | 28 | 32 | 35,5 % | 10 |
| Celtics de Boston          | 25 | 35 | 30,6 % | 13 |
| Steamrollers de Providence | 12 | 48 | 17,7 % | 26 |

| Division Ouest         | V  | D  | PCT    | GB |
| ---------------------- | -- | -- | ------ | -- |
| Royals de Rochester    | 45 | 15 | 75,0 % | -  |
| Lakers de Minneapolis  | 44 | 16 | 73,3 % | 1  |
| Stags de Chicago       | 38 | 22 | 63,3 % | 7  |
| Bombers de Saint-Louis | 29 | 31 | 48,3 % | 16 |
| Pistons de Fort Wayne  | 22 | 38 | 36,7 % | 23 |
| Jets d'Indianapolis    | 18 | 42 | 30,0 % | 27 |

## Tableau
|  | Demi-finales de Division | Demi-finales de Division | Demi-finales de Division |                       |   | Finales de Division    | Finales de Division | Finales de Division |  |  | Finales BAA | Finales BAA            | Finales BAA |
|  |                          |                          |                          |                       |   |                        |                     |                     |  |  |             |                        |             |
|  | 1                        | Capitols de Washington   | 2                        |                       |   |                        |                     |                     |  |  |             |                        |             |
|  | 4                        | Warriors de Philadelphie | 0                        |                       |   |                        |                     |                     |  |  |             |                        |             |
|  | 4                        | Warriors de Philadelphie | 0                        |                       | 1 | Capitols de Washington | 2                   |                     |  |  |             |                        |             |
|  | Division Est             |                          |                          |                       | 1 | Capitols de Washington | 2                   |                     |  |  |             |                        |             |
|  |                          |                          | 2                        | Knicks de New York    | 1 |                        |                     |                     |  |  |             |                        |             |
|  | 2                        | Knicks de New York       | 2                        | Knicks de New York    | 1 | 2                      |                     |                     |  |  |             |                        |             |
|  | 2                        | Knicks de New York       |                          |                       |   | 2                      |                     |                     |  |  |             |                        |             |
|  | 3                        | Bullets de Baltimore     | 1                        |                       |   |                        |                     |                     |  |  |             |                        |             |
|  |                          |                          |                          |                       |   |                        |                     |                     |  |  | E1          | Capitols de Washington | 2           |
|  |                          |                          | O2                       | Lakers de Minneapolis | 4 |                        |                     |                     |  |  |             |                        |             |
|  | 1                        | Royals de Rochester      | 2                        |                       |   |                        |                     |                     |  |  |             |                        |             |
|  | 4                        | Bombers de Saint-Louis   | 0                        |                       |   |                        |                     |                     |  |  |             |                        |             |
|  | 4                        | Bombers de Saint-Louis   | 0                        |                       | 1 | Royals de Rochester    | 0                   |                     |  |  |             |                        |             |
|  | Division Ouest           |                          |                          |                       | 1 | Royals de Rochester    | 0                   |                     |  |  |             |                        |             |
|  |                          |                          | 2                        | Lakers de Minneapolis | 2 |                        |                     |                     |  |  |             |                        |             |
|  | 2                        | Lakers de Minneapolis    | 2                        | Lakers de Minneapolis | 2 | 2                      |                     |                     |  |  |             |                        |             |
|  | 2                        | Lakers de Minneapolis    |                          |                       |   | 2                      |                     |                     |  |  |             |                        |             |
|  | 3                        | Stags de Chicago         | 0                        |                       |   |                        |                     |                     |  |  |             |                        |             |

## Scores

### Demi-finales de Division

#### Division Est
- Washington Capitols - Warriors de Philadelphie 2-0
  - 23 mars : Washington @ Philadelphia 92-70
  - 24 mars : Philadelphia @ Washington 78-80

- Knickerbockers de New York - Bullets de Baltimore 2-1
  - 23 mars : New York @ Baltimore 81-82
  - 24 mars : Baltimore @ New York 81-84
  - 26 mars : Baltimore @ New York 99-103 (après prolongation)

#### Division Ouest
- Royals de Rochester - St. Louis Bombers 2-0
  - 22 mars : St. Louis @ Rochester 64-93
  - 23 mars : Rochester @ St. Louis 66-64

- Lakers de Minnéapolis - Stags de Chicago 2-0
  - 23 mars : Chicago @ Minneapolis 77-84
  - 24 mars : Minneapolis @ Chicago 101-85

### Finales de Division

#### Division Est
- Washington Capitols - Knickerbockers de New York 2-1
  - 29 mars : New York @ Washington 71-77
  - 31 mars : Washington @ New York 84-86 (après prolongation)
  - 2 avril : New York @ Washington 76-84

#### Division Ouest
- Lakers de Minnéapolis - Royals de Rochester 2-0
  - 27 mars : Minneapolis @ Rochester 80-79
  - 29 mars : Rochester - Minneapolis 55-67 (joué à St. Paul)

### Finales BAA
- Lakers de Minnéapolis - Washington Capitols 4-2
  - 4 avril : Washington @ Minneapolis 84-88
  - 6 avril : Washington @ Minneapolis 62-76
  - 8 avril : Minneapolis @ Washington 94-74
  - 9 avril : Minneapolis @ Washington 71-83
  - 11 avril : Minneapolis @ Washington 66-74
  - 13 avril : Washington - Minneapolis 56-77 (joué à St. Paul)